# Unity FM
Unity FM is de lokale publieke radiozender voor de gemeenten in de Leidse regio.

## Geschiedenis
De zender startte begin jaren 90 onder de naam Radio Leiderdorp, onderdeel van de Stichting RTV Leiderdorp. Sinds 2003 is de productie en exploitatie van de radioprogramma's door het bestuur van deze stichting in handen gegeven van Rudeboy Media onder de naam Unity FM.
In september 2009 werd het zendgebied van Unity uitgebreid, toen het bestuur van het in de overige gemeenten van de Leidse regio en de Bollenstreek actieve Holland Centraal besloot om hun mediakanalen voortaan ook extern te laten produceren en exploiteren. Per juni 2013 is het Bollenstreek gedeelte overgenomen door omroep NENS uit Noordwijk.

## Uitzendingen
Unity FM brengt overdag nieuws van lokale grond maar ook nieuws van de rest van de wereld via het NOS Journaal. Op de halve uren is het Unity FM regionieuws te horen, verder is er dagelijks van 07.00 uur tot 19.00 uur een horizontale programmering op de zender te horen.
Op Unity TV worden diverse televisieprogramma's uit de regio via het kabelnet en via de digitale televisie uitgezonden. De programma's gaan over nieuws, politiek, cultuur, sport, entertainment en muziek.
In september 2013 startte de tweede radiozender, Unity NL. Hier wordt Nederlandstalige muziek afgespeeld, die in Leiden te ontvangen is op 106.1 FM. Ook ontvangen de dj's dagelijks Nederlandstalige artiesten uit heel het land.